# Sils IF
Sils IF är en fotbollsförening från Götene i Västergötland. Klubben bildades 15 maj 1933 av några ynglingar på landsbygden. Damlaget spelar under säsongen 2021 i division 2. Lagets största framgång hittills kom säsongen 2009 när man vann division 2 och kvalificerade sig därmed till söderettan 2010 där man spelade till och med säsongen 2011. Detta är den högsta placeringen damlaget haft sedan 1976 när man spelade i den Västsvenska Damserien med storlag som Jitex BK och Öxabäcks IF . Herrlaget spelar under säsongen 2021 i division 4 efter att säsongen 2020 vunnit division 5. Detta är första gången på 10 år som herrlaget åter spelar i division 4. Hemmamatcher spelas på Silbohof eller konstgräsplanen Sparbanksvallen som byggdes tillsammans med grannklubben Götene IF år 2005. Klubbarna är annars bittra rivaler där Sils IF är "lillebror" på herrsidan.
Sils IF har en bred ungdomsverksamhet med flera ungdomslag i seriespel. Ett exempel på kvalitén och skickligheten bland ungdomsspelarna i Sils IF är när F 19 laget tog hem segern i Gothia Cup 2003.
Klubben har genom åren mött storklubbar som Udinese Calcio och Valencia CF.
Det klubben är mest känd för är spelaren Arne Selmosson som under sin storhetstid både spelade i det svenska landslaget och i Serie A.